# Struga Nartska
Struga Nartska je naselje u općini Rugvica u Zagrebačkoj županiji.

## Zemljopis
Smješteno je na lijevoj obali rijeke Save 18 km istočno od središta Zagreba, odnosno 8 km jugozapadno od Dugog Sela, i 4 km sjeverozapadno od Rugvice. Naselje je smješteno na 105 m/nv, većim dijelom uz županijsku cestu Ivanja Reka-Rugvica-Dugo Selo. Pripada Zagrebačkoj aglomeraciji, u zagrebačkoj mikroregiji Središnje Hrvatske. U sastavu je katoličke župe Uznesenja Blažene Djevice Marije - Savski Nart, dugoselskog dekanata.

## Stanovništvo
Po popisu stanovništva iz 2001. godine u naselju živi 451 stanovnik u 131 kućanstva.
Broj stanovnika:
- 1981.: 152 (50 kućanstava)
- 1991.: 204
- 2001.: 451 (131 kućanstvo)

| broj stanovnika | 184   | 159   | 156   | 181   | 205   | 228   | 224   | 244   | 219   | 217   | 214   | 179   | 155   | 204   | 451   | 551   | 453   |
|                 | 1857. | 1869. | 1880. | 1890. | 1900. | 1910. | 1921. | 1931. | 1948. | 1953. | 1961. | 1971. | 1981. | 1991. | 2001. | 2011. | 2021. |

## Povijest i gospodarstvo
Ne postoji dovoljno podataka o povijesti Struge Nartske. U selu se nalazi ribnjak, ili na staroslavenskom "strug", pa je po tome i naselje dobilo ime. Naselje je od sredine 19 stoljeća u sastavu kotara Dugo Selo, od 1955. godine u općini Dugo Selo, a od 1993. god. u sastavu općine Rugvice. Austro-Ugarska administracija je 1900. godine promijenila ime sela Struga u Struga Nartska. Naselje se zbog povoljnog smještaja, odnosno blizine grada Zagreba početkom 80-ih godina 20. st. počinje intenzivno naseljavati stanovništvom iz svih krajeva Hrvatske i Bosne i Hercegovine, a poglavito tijekom Domovinskog rata.

## Gospodarstvo
Gospodarska osnova u manjoj mjeri je poljodjelstvo i stočarstvo. 